# Masáž srdce

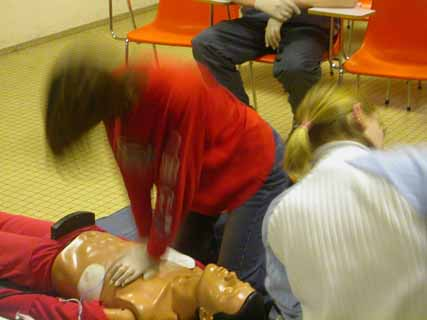
Masáž srdce prováděná na zkušební figuríně.

Masáž srdce je postup, kdy se jeho stlačováním (přímým či nepřímým), snažíme nahradit mechanickou funkci srdečního svalu. Srdeční masáž se v rámci kardiopulmonální resuscitace (KPR) kombinuje s umělým dýcháním, někdy je však pro laiky lepší provádět jen nepřímou srdeční masáž.

## Přímá srdeční masáž
Jedná se o přímé stlačování srdce, při otevřené dutině hrudní. Provádí se takřka výhradně během operací srdce, výjimečně při jiné operaci, kdy je možnost neodkladně otevřít hrudník. Umělé dýchání je zajištěno přístrojem. Laik se s přímou srdeční masáží nesetkává.
Důvody použití přímé masáže:
- těžká deformita hrudníku, která znemožňuje běžnou srdeční masáž
- rozdrcení hrudníku a jeho nestabilita
- srdeční tamponáda (útlak krví)
- zástava oběhu na operačním sále u pacienta s již otevřeným hrudníkem

## Nepřímá srdeční masáž
Jde o stlačování hrudníku ručně nebo přístrojem. Je součástí laické kardiopulmonální resuscitace.

### Princip nepřímé srdeční masáže
Mačkáním hrudní kosti pacienta dolů proti páteři, mačkáme i srdce, které leží mezi hrudní kostí a páteří. Pokaždé, když srdce zmáčkneme, vytlačíme z něj krev do tepen. Pokaždé, když tlak uvolníme, hrudní kost se vrátí do své neutrální polohy, tím se uvolní i tlak na srdce, vytvoří se zde podtlak a do srdce se nasaje krev ze žil.

### Postup masáže
- Klekněte si vedle pacienta (nezáleží na tom z jaké strany).
- Položte spodní hranu dlaně jedné ruky (nezáleží na tom jaké) doprostřed hrudníku, přímo na hrudní kost.
- Druhou ruku položte shora na první ruku a propleťte si prsty.
- Nakloňte se tak, aby Vaše ramena byla kolmo nad hrudní kostí, propněte lokty.
- Začněte rytmicky stlačovat hrudní kost do hloubky 5–6 cm. Po každém stlačení zcela uvolněte hrudní kost, aby se hrudník mohl vrátit do neutrální polohy. Ruce z hrudníku nesundávejte.
- Frekvence kompresí: 100–120 / minutu
- Hloubka kompresí: 5–6 cm (ani víc, ani míň)

### Hlavní zásady
- Nebojte se, že pacientovi ublížíte! V okamžiku, kdy provádíte KPR, se pacient s největší pravděpodobností nachází ve stádiu klinické smrti; v tomto stavu už mu v podstatě můžete jen pomoct. Velmi často dojde při nepřímé srdeční masáži ke zlomení jednoho či více žeber. Nic to neznamená, v tomto případě se jedná o volbu menšího zla, pokud přestanete resuscitovat, pacient zemře. Bez ohledu na zlomená žebra pokračujte v KPR.
- Pacient musí ležet na zádech na tvrdé rovné podložce, ideálně na zemi; KPR nelze provádět na měkkých podložkách (např. postel). Pokud pacienta najdete na takové podložce, je třeba ho šetrně stáhnout na zem.
- Nepřímá srdeční masáž musí být co nejkontinuálnější (nejplynulejší). Přerušujeme ji pouze pro provedení umělých dechů nebo na povel AED, jakékoli delší pauzy výrazně snižují účinnost masáže.
- Pozice rukou: je třeba stlačovat hrudní kost a ne žebra; je třeba si taky dát pozor na to, abyste nestlačovali břicho nebo krk.

## Přístrojová nepřímá srdeční masáž
Snaha o vytvoření pumpy nahrazující ruční stlačování byla dlouhou dobu limitována rizikem poškození hrudního koše. 
V současnosti se používá hlavně přístroj LUCAS (Lund University Cardiopulmonary Assist System)

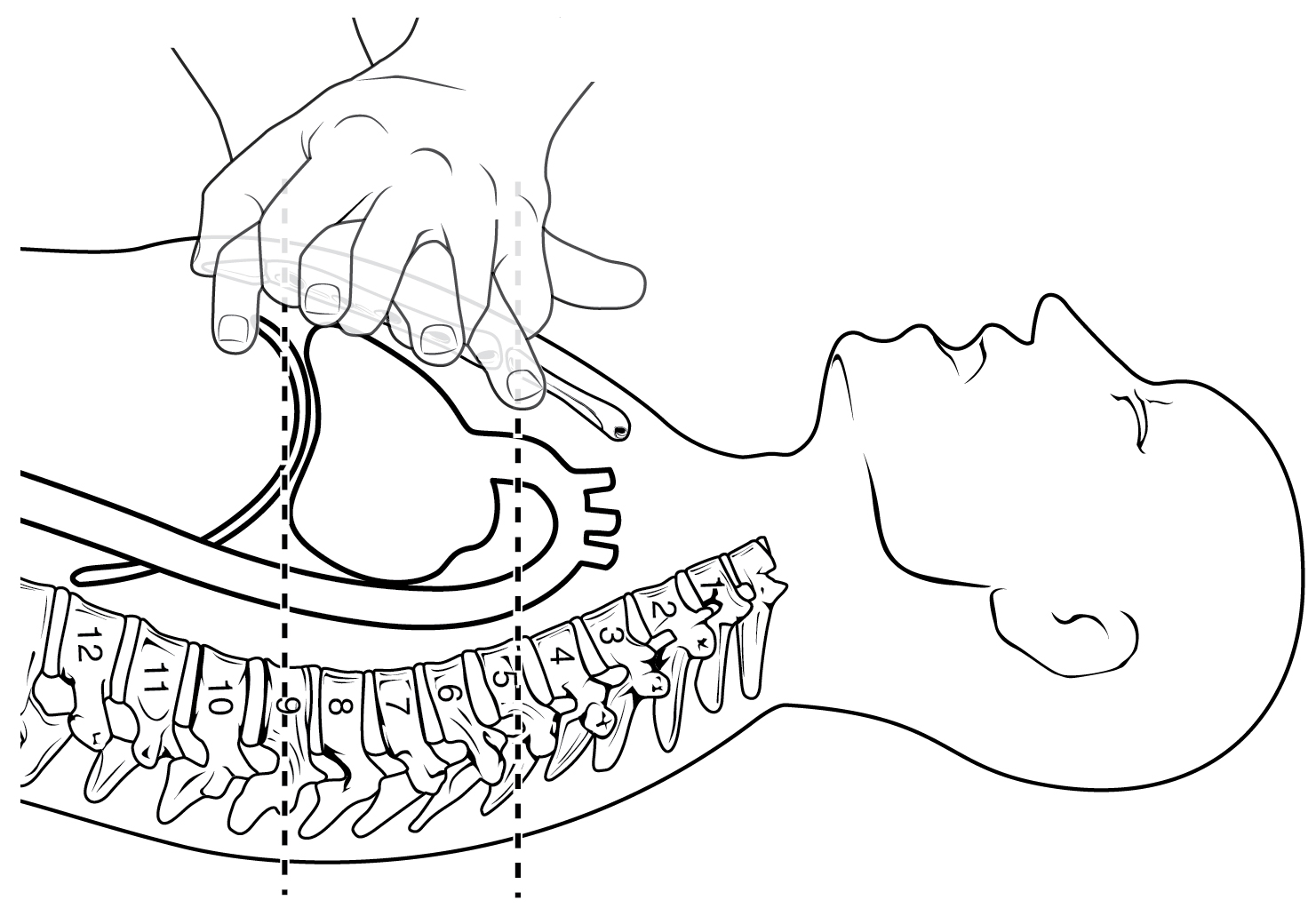
Vypuzení krve ze srdce je podmíněno stlačením hrudní kosti o třetinu výše hrudníku
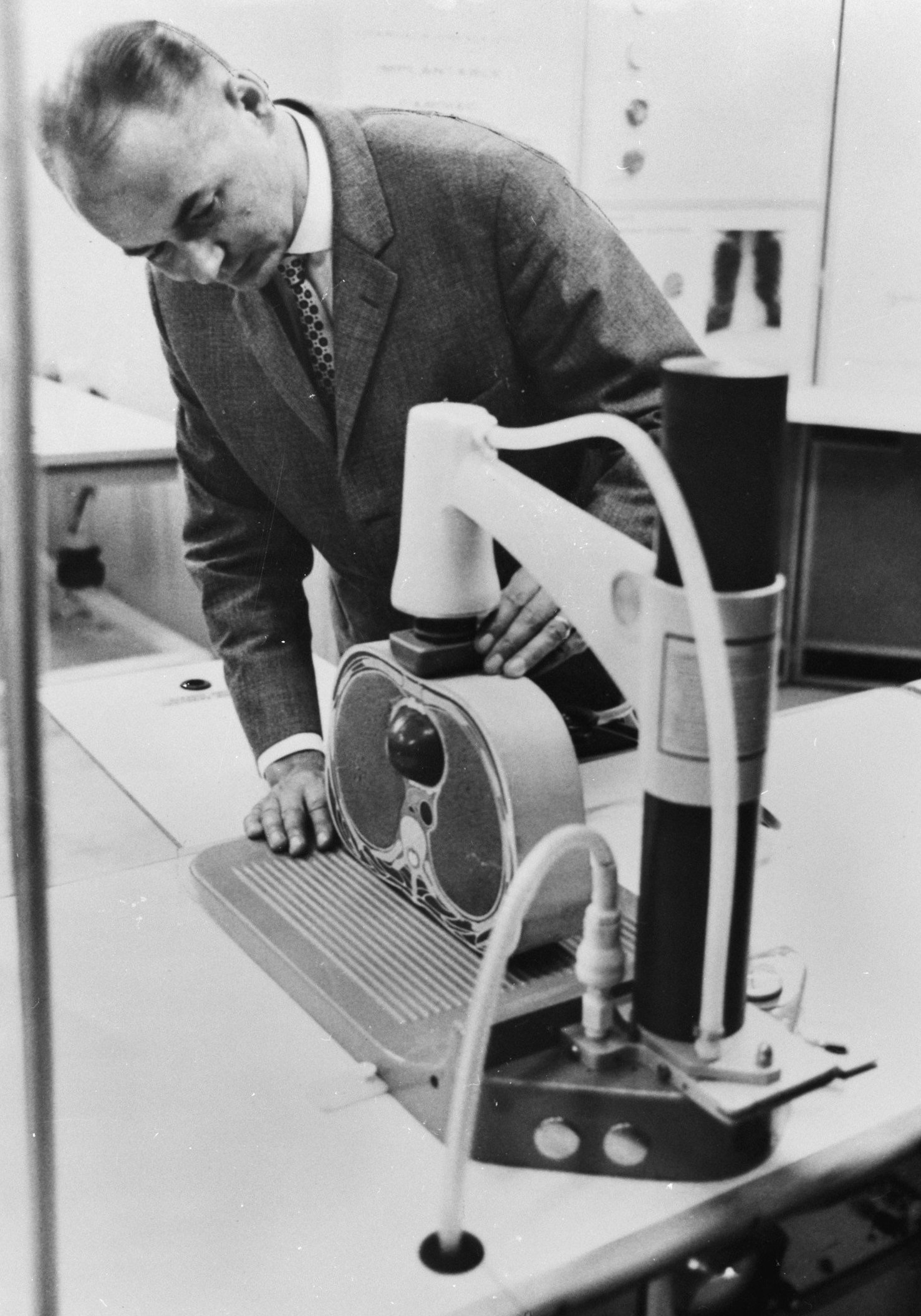
Pístové mechanizmy byly zkoušeny již v 70. letech (1967 Vídeň)
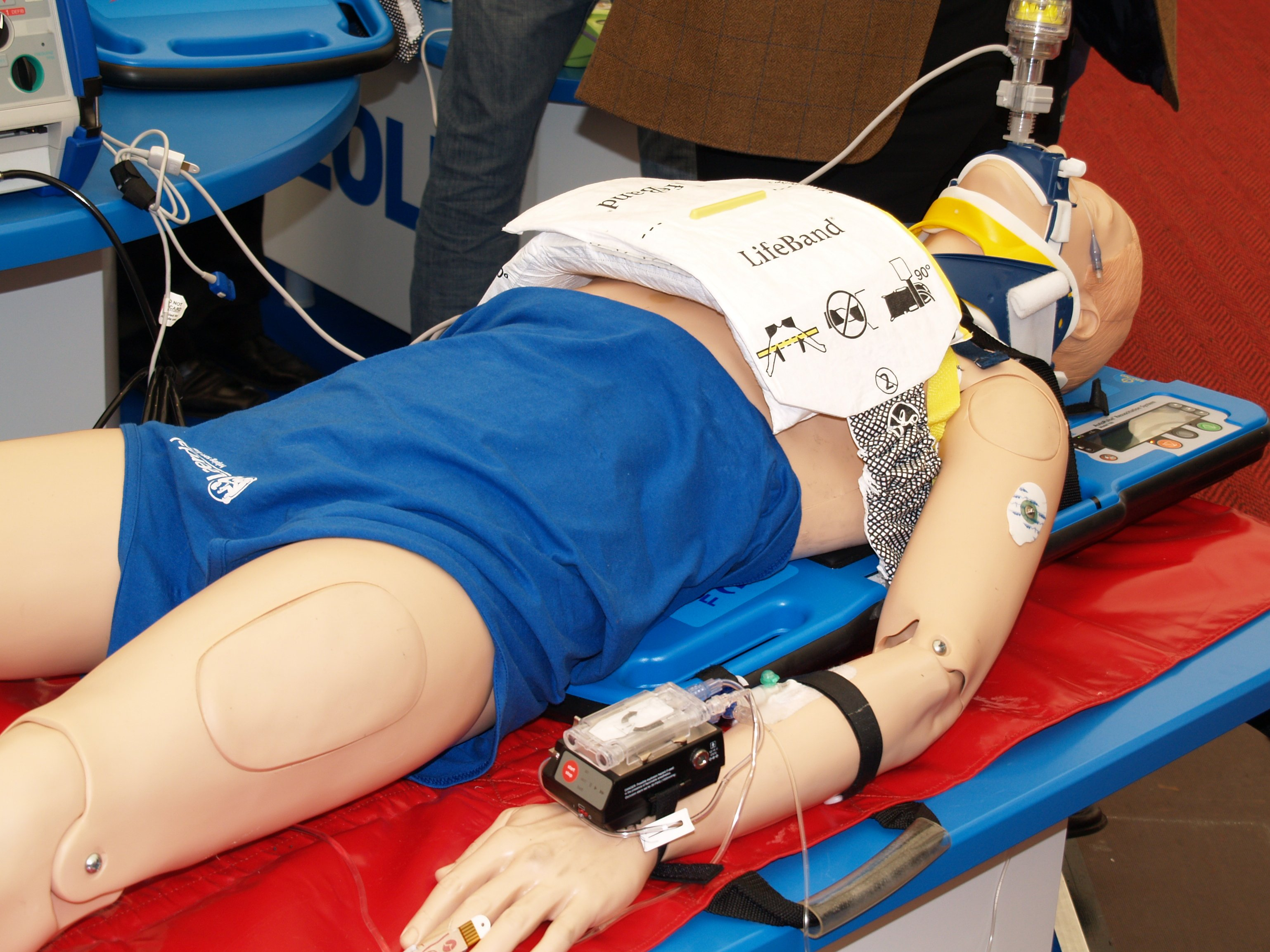
Zkoušeny byly i pásové mechanismy (AutoPuls)
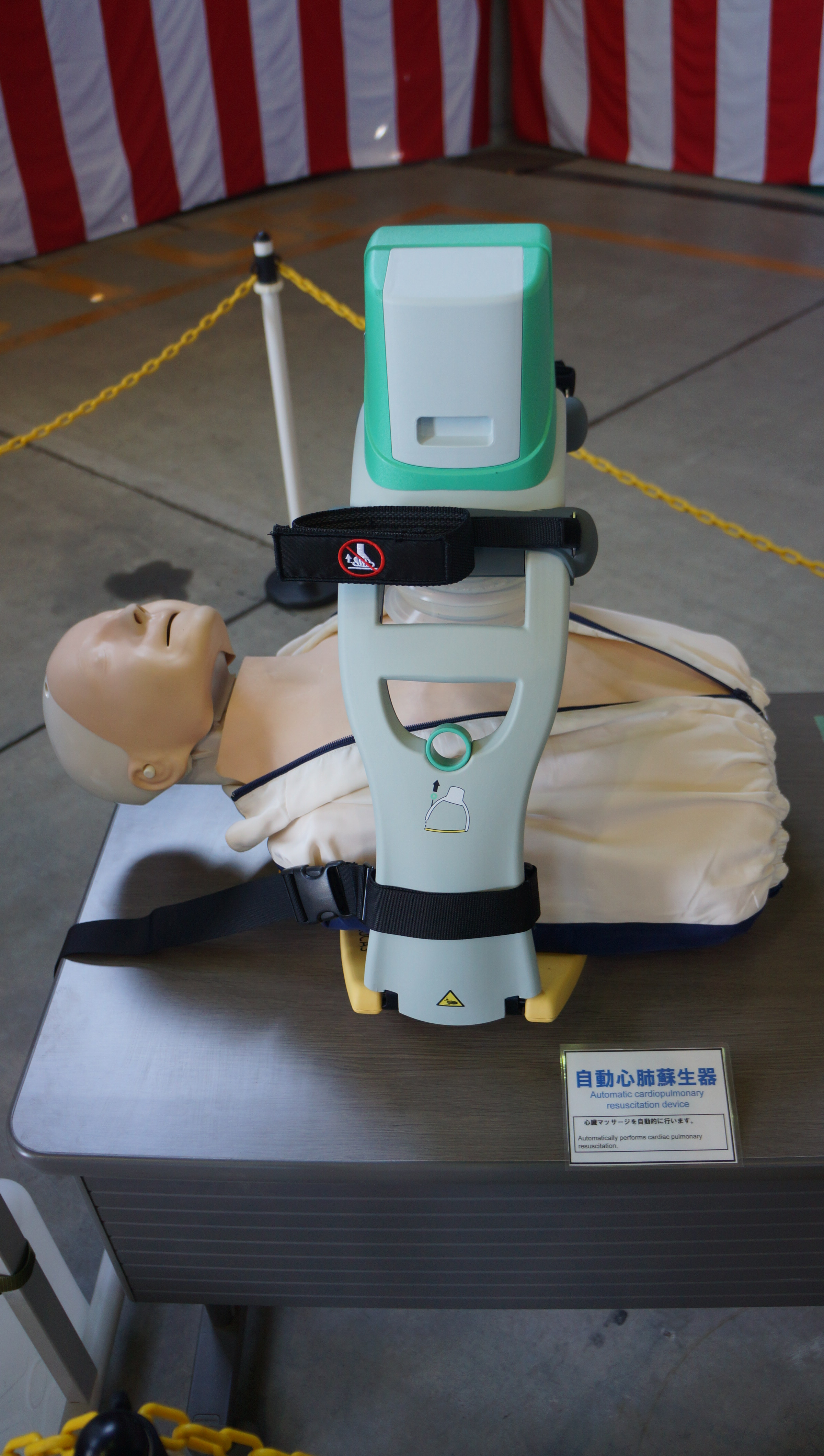
Přístroj LUCAS používá kombinaci aktivní komprese i dekomprese za pomoci přísavky